# Klaus Zwickel
Klaus Zwickel (ur. 31 maja 1939 w Heilbronn) – niemiecki działacz związkowy, były pierwszy przewodniczący związku zawodowego IG Metall.
W roku 1957 i latach następnych Zwickel zdobywał zawód narzędziowca i pracował w kilku zakładach w Heilbronn.
Od roku 1954 Zwickel należy do związku IG Metall. W roku 1968 został pierwszym przedstawicielem placówki administracyjnej IG Metall w Neckarsulm. Od roku 1984 kierował placówką administracyjną związku w Stuttgarcie, gdzie zaangażował się w inicjatywę wprowadzenia 35-godzinnego tygodnia pracy. W roku 1986 przeszedł do centrali związku we Frankfurcie n. Menem.
2 października 1993 Zwickel został wybrany przewodniczącym związku po tym, jak jego poprzednik na stanowisku, Franz Steinkühler, podał się do dymisji.
Zwickel od 1991 sprawował również mandat przedstawiciela strony pracowniczej w radzie nadzorczej spółki Mannesmann AG. W toku przejęcia Mannesmanna przez Vodafone rada nadzorcza przyznała ustępującemu zarządowi wysokie odprawy. Ponieważ Zwickel w czasie głosowania w tej sprawie wstrzymał się od głosu, w roku 2001 prokuratura wszczęła m.in. przeciwko niemu dochodzenie pod zarzutem popełnienia defraudacji. Wprawdzie w lipcu 2004 Zwickel został uniewinniony, to jednak w grudniu 2005 Trybunał Federalny uchylił ten wyrok. Ponowny proces rozpoczął się 26 października 2006.
21 lipca 2003 Zwickel zrezygnował z fotela szefa związku IG Metall po serii nieudanych strajków we wschodnich krajach związkowych, w czasie których żądano wprowadzenia 35-godzinnego tygodnia pracy.
Od roku 1959 Zwickel należy do SPD.